# Тайласін – Отвей
Тайласін – Отвей (Thylacine – Otway) – газопровід на південному сході Австралії, споруджений в межах розробки  офшорних родовищ басейну Отвей (Бассова протока). 
В 2006 році почалась розробка газового родовища Тайласін, на якому встановили платформу в районі з глибиною моря 100 метрів. Від платформи до берегового газопереробного заводу Отвей проклали трубопровід діаметром 500 мм, що має дві ділянки – офшорну довжиною 69 кілометрів та наземну завдовжки 11 кілометрів.  
До траси Тайласін – Отвей також підключили перемичку від родовища Geographe, що знаходиться за півтора десятки кілометрів ближче до узбережжя від Тайласін.
Спорудження офшорної ділянки газопроводу виконало трубоукладальне судно «Lorelay», що також проклало допоміжний трубопровід діаметром 100 мм (відомо, що для попередження гідратоутворення на родовищах проекту використовується моноетиленгліколь).